# John Lee (acteur)
Pour les articles homonymes, voir John Lee et Lee.
John Lee est un acteur australien né le 31 mars 1928 à Launceston (Australie), mort le 21 décembre 2000 à Melbourne (Australie).

## Filmographie
- 1956 : Le Fond de la bouteille (The Bottom of the Bottle) : Jenkins
- 1957 : À deux pas de l'enfer (Short Cut to Hell)
- 1957 : Cat Girl (en) : Allan
- 1957 : The Flying Scot (en)
- 1958 : The Silent Enemy : Flag Lieutenant
- 1960 : Sous dix drapeaux (Sotto dieci bandiere)
- 1959 : Dobie Gillis (The Many Loves of Dobie Gillis) : Charlie Wong (#2) (1960-1962) (série télévisée)
- 1961 : Seven Keys (en) : Jefferson
- 1961 : Scotland Yard contre X (The Secret Partner) de Basil Dearden : Clive Lang
- 1962 : Dr Crippen : Harry
- 1965 : Spaceflight IC-1 (en) : Dr Garth
- 1967 : Chapeau melon et bottes de cuir : Dr Soames
- 1969 : Double jeu (en) (Crossplot) : Blake
- 1971 : La Cité sous la mer (City Beneath the Sea) : Tony (téléfilm)
- 1971 : Say Hello to Yesterday (en) : Woman's husband
- 1973 : Marked Personal (en) : Richard Mason (série télévisée)
- 1975 : Fais vite avant que ma femme revienne ! (Yuppi du)
- 1976 : Double Exposure : Financier Rothman
- 1977 : Cop Shop (série TV) : Insp. Ian Timms
- 1978 : A Horseman Riding By (feuilleton TV) : Maj. Barclay-Jones
- 1979 : Les Loups de Haute Mer (North Sea Hijack) : Cap. Phillips
- 1980 : Breakaway : Norman Harris (série télévisée, saison 1)
- 1980 : The Last Outlaw (en) : Père Gibney (feuilleton télévisé)
- 1981 : Deadline : assistant de Katzer
- 1981 : A Town Like Alice : Lester "Les" (feuilleton télévisé)
- 1983 : La Vengeance aux deux visages (Return to Eden) : Philip Stewart (feuilleton télévisé)
- 1984 : Street Hero (en) : Vice-principal
- 1985 : One Summer Again (en) (série télévisée)
- 1988 : All the Way (en) : Sir Peter Edwin (feuilleton télévisé)
- 1989 : Darlings of the Gods : Docteur (téléfilm)
- 1990 : Flair (en) : le juge (feuilleton télévisé)
- 1992 : The Leaving of Liverpool (en) : le patron (téléfilm)
- 1993 : The Feds: Terror (en) : Brigadier Lance Talbot (téléfilm)
- 1994 : Les Voisins (Neighbours) : Leonard "Len" Mangel (série télévisée)
- 1997 : The Castle (en) : Chairman
- 1998 : Two Girls and a Baby : le père de Liz
- 1998 : Moby Dick : Cap. Bildad (mini-série)
- 1999 : The Seven Deadly Sins (vidéofilm)